# Републички завод за статистику (Република Српска)
Републички завод за статистику (РЗС) или Завод за статистику Републике Српске (енгл. Republika Srpska Institute of Statistics) је институција и управна организација Републике Српске која производи званичне статистичке податке за све категорије корисника, преко Владе Републике Српске и других нижих органа власти, преко пословних система, научних институција, медија, до најшире јавности и појединаца. Завод за статистику Републике Српске је у саставу Министарства финансија Републике Српске.

## Сједиште завода
Републички завод за статистику се налази у Улици Вељка Млађеновића 12д, Бања Лука.